# Discestra schneideri
Discestra schneideri là một loài bướm đêm trong họ Noctuidae.